# Куявкі (Вонґровецький повіт)
Куявкі (пол. Kujawki) — село в Польщі, у гміні Ґоланьч Вонґровецького повіту Великопольського воєводства.
Населення — 120 осіб (2011).
У 1975-1998 роках село належало до Пільського воєводства.

## Демографія
Демографічна структура станом на 31 березня 2011 року:
|          | Загалом | Допрацездатний вік | Працездатний вік | Постпрацездатний вік |
| -------- | ------- | ------------------ | ---------------- | -------------------- |
| Чоловіки | 64      | 17                 | 42               | 5                    |
| Жінки    | 56      | 14                 | 31               | 11                   |
| Разом    | 120     | 31                 | 73               | 16                   |